# Abd ar-Rahman Ghafiki
Abd ar-Rahman, Abd ar-Rahman ibn 'Abdallah al-Ghafiki (arab.: عبد الرحمن الغافقي, ur. Tihamie, zm. 732 pod Poitiers) – namiestnik Al-Andalus w latach 730–732.

## Życiorys
Pochodził z jemeńskiego plemienia Ghafików. Brał udział w podboju Tunezji i Maroka, w latach 711–714 uczestniczył w podboju Hiszpanii, a potem w walkach na terenie Asturii i wypadach na Akwitanię. Na początku 732 roku wiosną przekroczył na czele swych wojsk Pireneje i stoczył bitwę pod Poitiers z władcą Franków Karolem Młotem. Zginął podczas bitwy pod Poitiers w 732 roku, jego armia wycofała się do Hiszpanii.
Historycy arabscy chwalili go jako zdolnego administratora i dobrego wodza, a niektórzy określali go nawet mianem najlepszego emira Al-Andalus, który potrafił się wznieść ponad podziały plemienne i etniczne.